# Cetatea, Gorj
Cetatea este un sat în comuna Căpreni din județul Gorj, Oltenia, România. Se află în partea de sud-est a județului, în Platforma Oltețului din Podișul Getic, pe malul stâng al văii Plopșorului. La recensământul din 2002 avea o populație de 258 locuitori.